# 格拉沃利讷的运河，小菲利普堡
《格拉沃利讷的运河，小菲利普堡》（Le Chenal de Gravelines, Petit Fort Philippe）是法国点彩画派画家乔治·修拉的一幅油画，绘于1890年，即画家去世的前一年，描绘法国北部港口格拉沃利讷的景色。现藏于美国印第安纳波利斯的印第安纳波利斯艺术博物馆。这幅画被描述为“忧郁和诗意”，是印第安纳波利斯艺术博物馆的馆藏珍品之一。
修拉相当忠实地描绘了港口的建筑，以至于到今天仍然可以辨认出其中的大部分建筑。他对他描绘船只的方式，使水平和垂直部分达到最大的视觉稳定性。优雅的抛物线形码头，带来了宁静。它延伸到无限，唤起了大海的浩瀚。同时，对角线将构图切成两半，带来对比。